# Anisocanthon strandi
Anisocanthon strandi là một loài bọ cánh cứng trong họ Bọ hung (Scarabaeidae).